# Scheiblingstein (Haller Mauern)
Der Scheiblingstein (auch Großer Scheiblingstein) ist ein 2197 m ü. A. hoher Berg in den Haller Mauern, einer Gruppe der Ennstaler Alpen. Der Gipfel liegt auf der Grenze der Gemeinden Rosenau am Hengstpaß in Oberösterreich und Admont in der Steiermark.